# 토니 뤼드만
토니 페테리 뤼드만(핀란드어: Toni Petteri Lydman, 1977년 9월 25일~)은 핀란드의 은퇴한 아이스하키 선수로 현역 시절 포지션은 수비수이다. 캘거리 플레임스와 버펄로 세이버스, 애너하임 덕스 등 내셔널 하키 리그(NHL)의 팀에서 활동했으며, 핀란드 국가대표팀 선수로서 올림픽 메달 2개(2006 토리노 은, 2010 밴쿠버 동)를 획득했다.

## 클럽 경력
라흐티 출신으로 1996년 NHL 드래프트에서 캘거리 플레임스에게 우선 순위 89위로 지명되었다. 그는 핀란드 SM리가의 타파라와 헬싱키의 HIFK에서 4시즌을 뛴 후, 2000-01 시즌에 캘거리 플레임스에 입단하며, NHL 무대에 데뷔했다.  
2001-2002 시즌에 최고의 전성기를 맞이했으며, 6골을 넣고, 어시스트 22회를 기록하여 28점의 승점을 올렸다. 캘거리는 2004년 스탠리컵 결승전에 진출했으나, 뤼드만은 부상으로 인해 출장하지 못했다. 2004-05 시즌 NHL 록아웃 때에는 방출되어 다시 고국의 HIFK로 돌아갔다.
2005년 8월 25일 2006 NHL 엔트리 지명 때 존 암스트롱과 함께 버펄로 세이버스에 지명되었다. 2007-08 시즌에는 버펄로의 수비수로 활동하며, 16번째로 높은 수비율을 보인 선수로 기록되었다. 
2010년 7월 1일에 애너하임 덕스와 자유 계약을 맺었다. 이후 디트로이트 레드윙스와의 플레이오프 경기에서 저스틴 애브들케이더와의 충돌로 인해 뇌진탕에 걸려 선수 생활을 그만두었으며, 이후에는 핀란드에서 아이스하키 경기 분석가로 일했다.

## 국가대표팀 경력
핀란드 국가대표팀의 일원으로 활동하며 114경기에 출전했다. 2006년 동계 올림픽, 1998년 세계 아이스하키 선수권 대회, 1999년 세계 아이스하키 선수권 대회에서도 은메달을 획득하며, 야르코 루투, 킴모 티모넨, 사미 살로와 함께 "쿼드러플 실버 클럽에 가입했다.